# Mainburg
Mainburg je město v německé spolkové zemi Bavorsko, v zemském okrese Kelheim ve vládním obvodu Dolní Bavorsko. Žije zde přibližně 16 tisíc obyvatel.

## Geografie

### Sousední obce
| Růžice kompasu | Aiglsbach  | Elsendorf    |               | Růžice kompasu |
| Růžice kompasu | Geisenfeld | Sever        | Attenhofen    | Růžice kompasu |
| Růžice kompasu | Geisenfeld | Mainburg     | Attenhofen    | Růžice kompasu |
| Růžice kompasu | Geisenfeld | Jih          | Attenhofen    | Růžice kompasu |
| Růžice kompasu | Wolnzach   | Rudelzhausen | Volkenschwand | Růžice kompasu |